# Liste der Kantone im Département Aube
Das Département Aube liegt in der Region Grand Est in Frankreich. Es untergliedert sich in drei Arrondissements mit 17 Kantonen (französisch cantons).

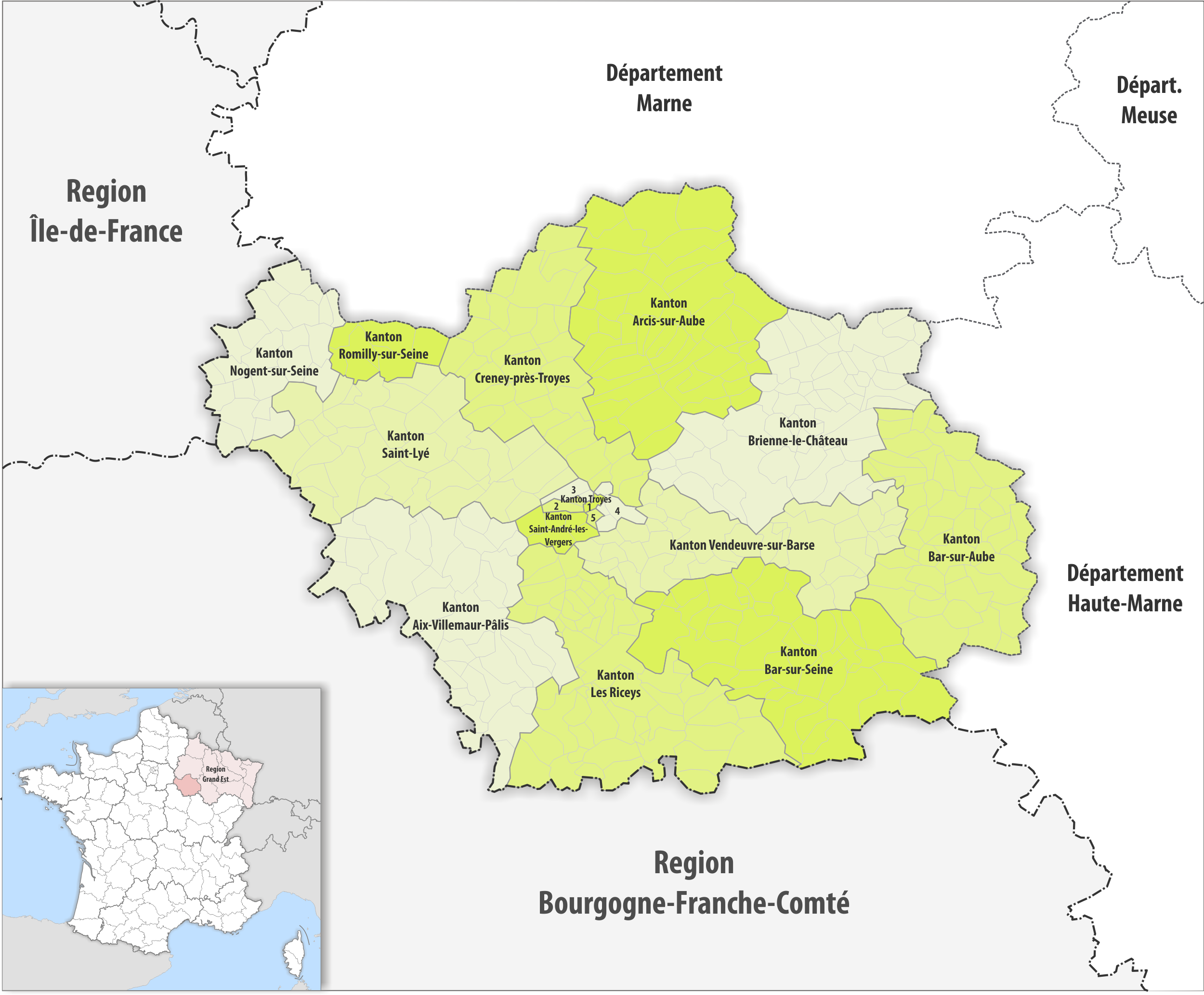
Gemeinden und Kantone im Département Aube

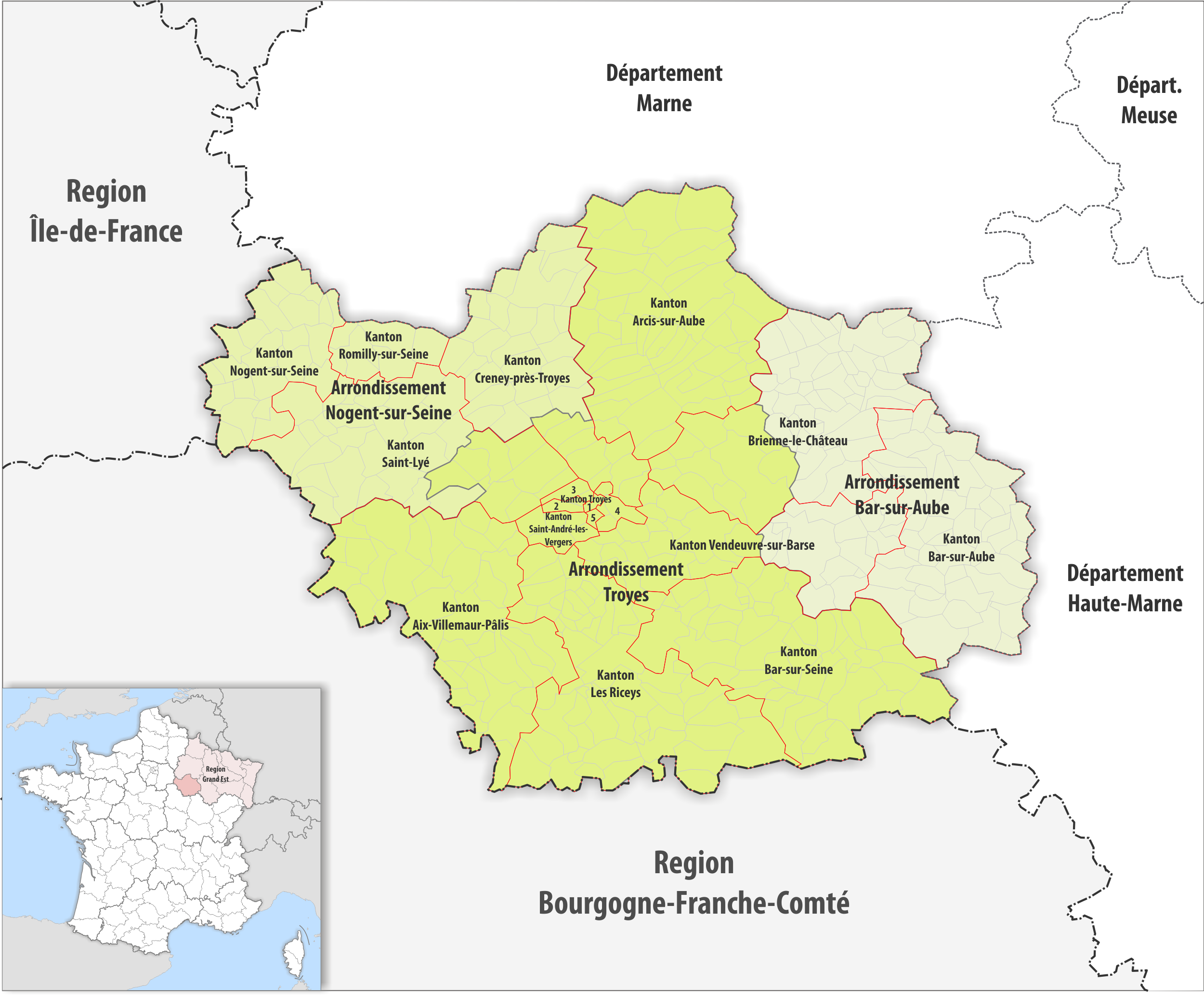
Gemeinden, Arrondissemente und Kantone im Département Aube

| Kanton                  | Gemeinden | Einwohner 1. Januar 2022 | Fläche km² | Dichte Einw./km² | Code INSEE | Arrondissement(e)        |
| ----------------------- | --------- | ------------------------ | ---------- | ---------------- | ---------- | ------------------------ |
| Aix-Villemaur-Pâlis     | 36        | 17.526                   | 644,92     | 27               | 1001       | Troyes                   |
| Arcis-sur-Aube          | 47        | 14.974                   | 748,39     | 20               | 1002       | Troyes                   |
| Bar-sur-Aube            | 48        | 13.022                   | 585,10     | 22               | 1003       | Bar-sur-Aube             |
| Bar-sur-Seine           | 46        | 16.171                   | 666,90     | 24               | 1004       | Troyes                   |
| Brienne-le-Château      | 53        | 13.734                   | 665,70     | 21               | 1005       | Bar-sur-Aube, Troyes     |
| Creney-près-Troyes      | 33        | 17.918                   | 487,70     | 37               | 1006       | Nogent-sur-Seine, Troyes |
| Nogent-sur-Seine        | 23        | 16.366                   | 294,79     | 56               | 1007       | Nogent-sur-Seine         |
| Les Riceys              | 57        | 14.322                   | 676,67     | 21               | 1008       | Troyes                   |
| Romilly-sur-Seine       | 6         | 18.846                   | 104,80     | 180              | 1009       | Nogent-sur-Seine         |
| Saint-André-les-Vergers | 5         | 24.679                   | 45,26      | 545              | 1010       | Troyes                   |
| Saint-Lyé               | 33        | 16.357                   | 590,28     | 28               | 1011       | Nogent-sur-Seine, Troyes |
| Troyes-1                | 1⁄5       | 20.418                   | 3,87       | 5.276            | 1012       | Troyes                   |
| Troyes-2                | 2 1⁄5     | 21.306                   | 9,43       | 2.259            | 1013       | Troyes                   |
| Troyes-3                | 1 ⁄5      | 21.683                   | 12,89      | 1.682            | 1014       | Troyes                   |
| Troyes-4                | 3 1⁄5     | 22.131                   | 23,21      | 954              | 1015       | Troyes                   |
| Troyes-5                | 1⁄5       | 18.393                   | 3,63       | 5.067            | 1016       | Troyes                   |
| Vendeuvre-sur-Barse     | 37        | 23.230                   | 440,62     | 53               | 1017       | Bar-sur-Aube, Troyes     |
| Département Aube        | 431       | 311.076                  | 6.004,16   | 52               | 10         | –                        |

## Liste ehemaliger Kantone
Bis zum Neuzuschnitt der französischen Kantone im März 2015 war das Département Aube wie folgt in 33 Kantone unterteilt:
| Arrondissement   | Kantone |
| ---------------- | --- |
| Bar-sur-Aube     | Bar-sur-Aube, Brienne-le-Château, Chavanges, Soulaines-Dhuys, Vendeuvre-sur-Barse |
| Nogent-sur-Seine | Marcilly-le-Hayer, Méry-sur-Seine, Nogent-sur-Seine, Romilly-sur-Seine-1, Romilly-sur-Seine-2, Villenauxe-la-Grande |
| Troyes           | Aix-en-Othe, Arcis-sur-Aube, Bar-sur-Seine, Bouilly, Chaource, La Chapelle-Saint-Luc, Ervy-le-Châtel, Essoyes, Estissac, Lusigny-sur-Barse, Mussy-sur-Seine, Piney, Ramerupt, Les Riceys, Sainte-Savine, Troyes-1, Troyes-2, Troyes-3, Troyes-4, Troyes-5, Troyes-6, Troyes-7 |